# Wasserkraftwerk Laforge-1
Das Wasserkraftwerk Laforge-1 (französisch Centrale Laforge-1) ist ein Speicherkraftwerk in der kanadischen Provinz Québec. Es befindet sich in der Region Jamésie am Rivière Laforge, einem Zufluss des La Grande Rivière.
Das Kraftwerk ist Teil des Baie-James-Wasserkraftprojekts. Es wird vom Réservoir Laforge-1 gespeist und besitzt sechs Francis-Turbinen. Die installierte Leistung der Generatoren beträgt 878 MW, die Fallhöhe 57,3 Meter. Betreiber des Kraftwerks ist die Société d’énergie de la Baie James, eine Tochtergesellschaft des staatlichen Energieversorgungsunternehmens Hydro-Québec.
Die Bauarbeiten am Kraftwerk Laforge-1 begannen im Jahr 1989, die Inbetriebnahme erfolgte 1994. Eine 42 km lange Zufahrtsstraße, die nicht für Privatfahrzeuge zugänglich ist, führt in südlicher Richtung zur Fernstraße Route Transtaïga.